# Idaea politaria
Idaea politaria là một loài bướm đêm trong họ Geometridae.